# Städtisches Museum Medebach

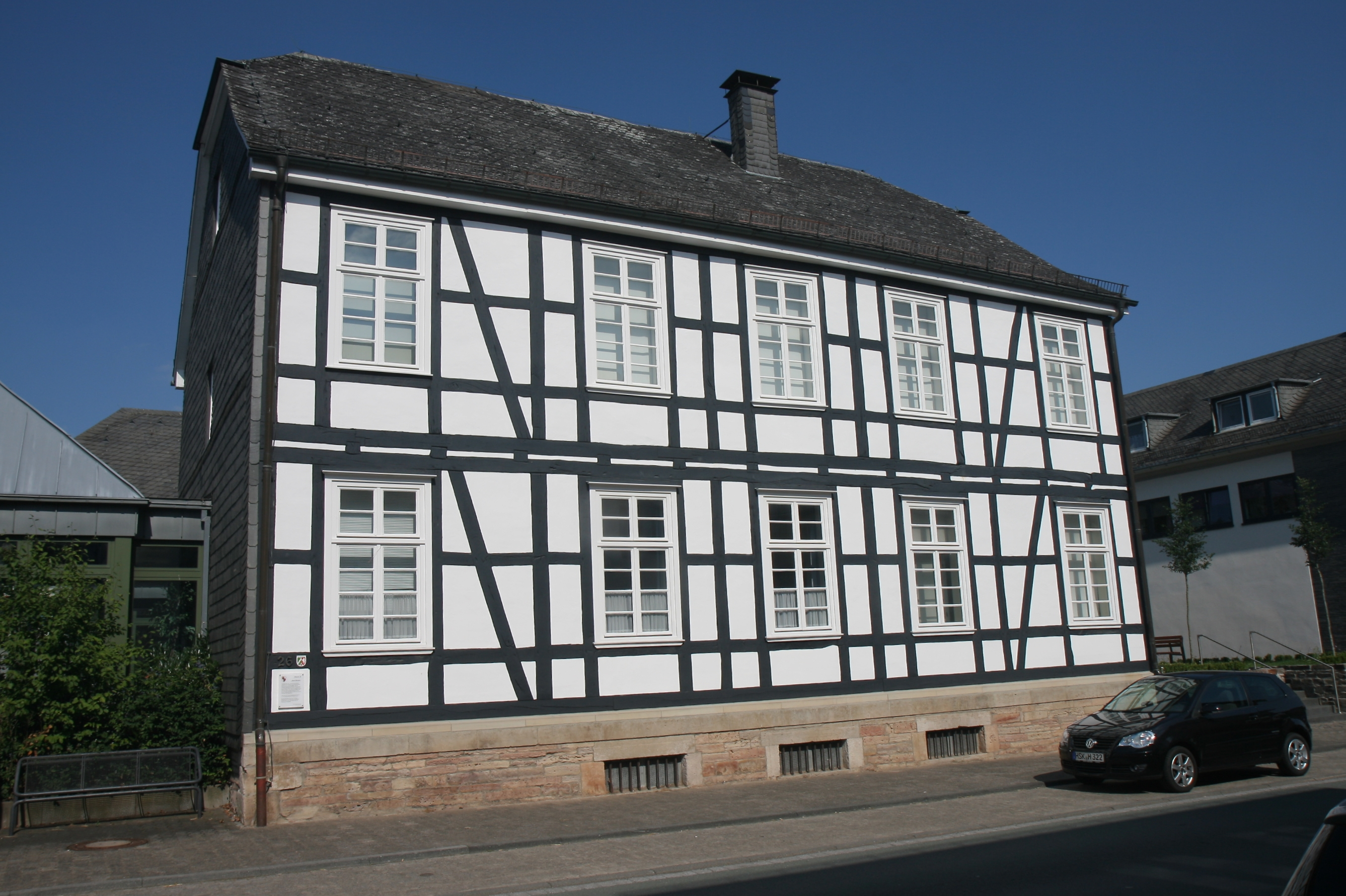
Museumsgebäude

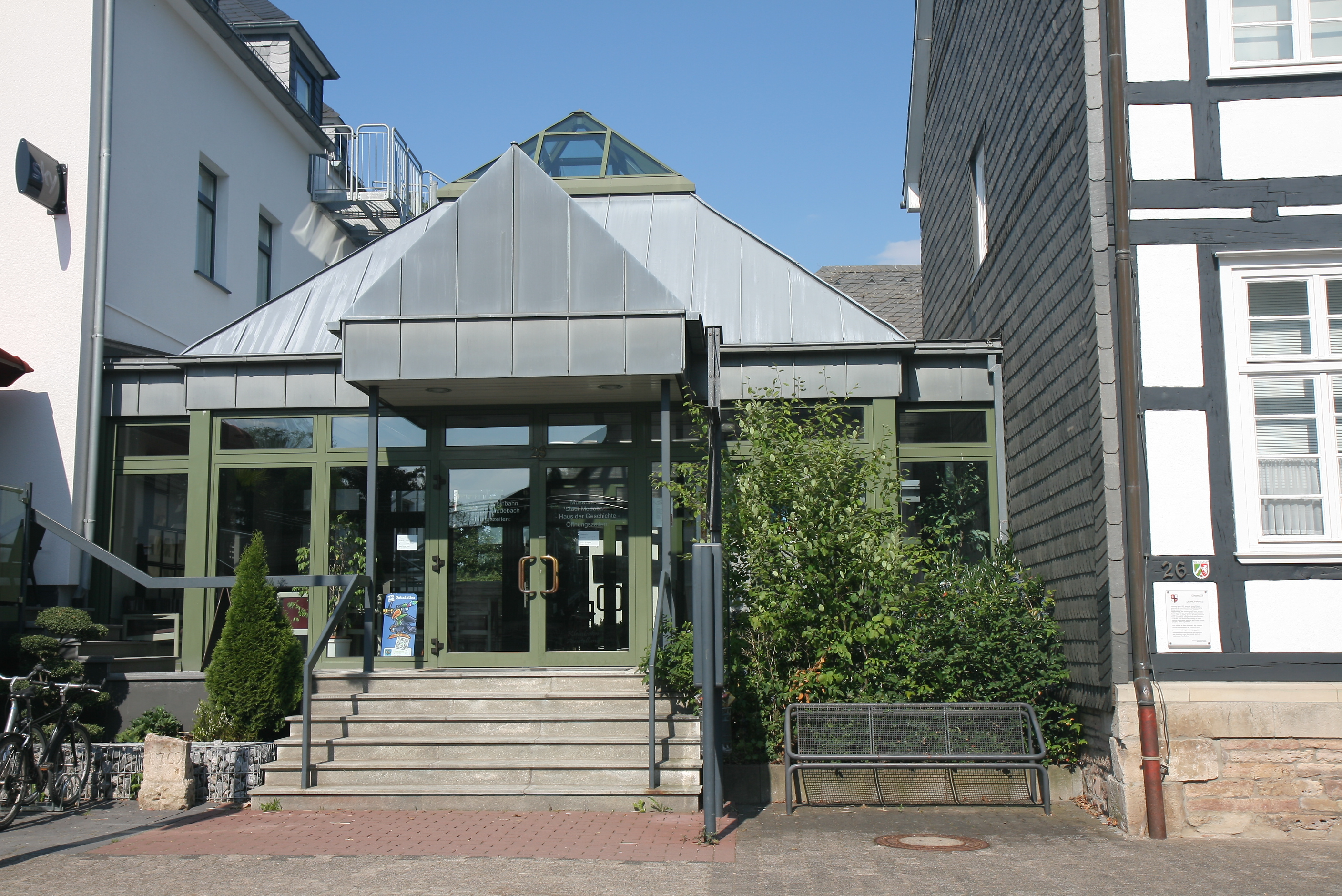
Eingangsbereich

Das städtische Museum Medebach widmet sich der geschichtlichen und kulturgeschichtlichen Entwicklung Medebachs und seiner Ortsteile. Für den Zentralort wird die Entwicklung von einer Ackerbürgerstadt hin zu einem insbesondere vom Fremdenverkehr geprägten Ort dargestellt.
Im Jahr 1981 bildete sich ein Heimat- und Geschichtsverein. Insbesondere auf dessen Initiative hin wurde 1989 das städtische Museum in kommunaler Trägerschaft gegründet. Dieses wurde in einem historischen Bürgerhaus aus dem 18. Jahrhundert (Oberstraße 26) eingerichtet.

## Schwerpunkte
Die Dauerausstellung beginnt chronologisch mit Funden zur Ur- und Frühgeschichte und stellt die Zeit des Frühmittelalters dar. Das Museum in Medebach ist neben dem Sauerlandmuseum eines der wenigen Museen im Hochsauerlandkreis, dass Objekte zur Ur- und Frühgeschichte zeigt. 
Es folgt die Geschichte von Amt und Stadt Medebach sowie des lokalen Gerichtswesens. Das religiöse Leben wird anhand der Pfarrkirche St. Petrus, der Klöster Küstelberg und Glindfeld sowie der Martini-Bruderschaft dargestellt. An diesem Beispiel wird das Bestattungswesen in Not- und Seuchenzeiten thematisiert. 
Ein Schwerpunkt widmet sich der Zeit als Ackerbürgerstadt. Dabei werden Zeugnisse der Stadtkernarchäologie und der Wüstungsarchäologie gezeigt. Es folgt eine Abteilung zu Handwerk und Ackerbau. Dabei wird insbesondere auch die Forstwirtschaft dargestellt. Bemerkenswert ist, dass sich das Museum dem Sauerländer Wanderhandel annimmt. 
Das Museum widmet sich dem Leben im 19. Jahrhundert und zu den bescheidenen Ansätzen zur Industrialisierung. Dabei wird unter anderem die Textilfabrik Ewers thematisiert. Den Abschluss bildete die Entwicklung im 20. Jahrhundert (Erster Weltkrieg, Weimarer Republik, Zeit des Nationalsozialismus) und der Entstehung neuer Erwerbsmöglichkeiten. Erwähnt wird etwa die Entwicklung des Fremdenverkehrs und des Wintersports. Damit ist es eines der wenigen Museen der Region, die sich um diesen wirtschaftlich bedeutenden Aspekt kümmern. 
Zu den bemerkenswerten Exponaten gehört eine Armillarsphäre des Caspar Vopelius aus dem 16. Jahrhundert.
Seit 2012 ist ein Abschnitt der Kleinbahn Steinhelle–Medebach im Maßstab von 1 zu 45 im ehemaligen Hansesaal zu besichtigen.